# Персин, Николай Сергеевич
Николай Сергеевич Персин (1807—1882) — российский медик XIX века, действительный статский советник; брат М. С. Персина.

## Биография
Родился 15 (27) ноября 1807 года; происходил из обер-офицерских детей.
В 1827 году окончил Императорскую медико-хирургическую академию со званием лекаря второго отделения.
Поступил в 25-й флотский экипаж, в следующем году перешёл в 13-й флотский экипаж, в 1831 году получил звание штаб-лекаря и в том же году перешёл сперва в 10-й флотский экипаж, а затем — в артиллерийский госпиталь. 
В 1834 году поступил на службу в больницу Удельного земледельческого училища, но в следующем году вернулся в морское ведомство — в 10-й флотский экипаж, в 1836 году перешёл в Кронштадтский морской госпиталь, в 1841 году — в Санкт-Петербургский, в 1845 году — в 3-й рабочий экипаж, где в 1860 году был назначен старшим врачом, а в 1863 году при упразднении экипажа. В «Друге здравия» (1842. — № 6) были напечатаны три его заметки.
Известно, что в 1867 году он жил в Петербурге, имея чин статского советника. Затем был произведён в действительные статские советники.
Умер 12 (24) августа 1882 года; был похоронен на Большеохтинском кладбище, где позже были погребены его вдова Александра Никифоровна (?—03.03.1895) и сын Александр (25.08.1857—10.05.1893).